# Kukeleku
Kukeleku was een televisieprogramma van Julien Vrebos op de Vlaamse televisiezender Eén.
Julien Vrebos filmde een jaar lang in Wallonië, voor hem "het dichtstbijzijnde buitenland". In Kukeleku toonde hij een persoonlijke kroniek met verschillende Waalse streken en sferen als achtergrond. Zijn hond Kukeleku, een Jack Russell vergezelde hem doorheen het programma.